# Suicides (Maupassant)
Suicides est une nouvelle de Guy de Maupassant, parue en 1880.

## Historique
Suicides est initialement publiée dans le journal Le Gaulois du 29 août 1880, puis par la revue Gil Blas du 17 avril 1883, sous le pseudonyme de Maufrigneuse, et par trois autres journaux, avant d’être publiée dans le recueil Les Sœurs Rondoli en 1884.

## Résumé
Une lettre est tombée dans les mains du narrateur : c'est celle d’un homme qui a écrit pourquoi il a décidé de suicider.
Cet homme raconte comment a perdu le goût de la vie : nous ne sommes que les jouets éternels d'illusions stupides, les efforts sont inutiles, les attentes vaines, et l'horrible misère de choses se répète sans cesse et lamentablement. Ce soir, le brouillard est affreux et il est saisi par une détresse horrible. Pour échapper à lui-même, il décide de mettre de l'ordre dans ses papiers anciens. Ouvrant son secrétaire, il tombe sur des vieilles lettres et les souvenirs d'une vie entière. Il revoit ses amis, sa mère, des gens oubliés, ses vieux domestiques, ses souvenirs d'amour et la maison de son enfance.
Puis, l'âme ravagée par ces lectures, et envisageant le reste de ses jours qui ne sera qu'une vieillesse hideuse, solitaire, et la fin de tout, il arme son revolver et termine sa lettre en conseillant de ne jamais relire ses vieilles lettres.

## Édition française
- Suicides, dans Maupassant, Contes et Nouvelles, tome I, texte établi et annoté par Louis Forestier, éditions Gallimard, Bibliothèque de la Pléiade, 1974  (ISBN 978 2 07 010805 3).